# Archivos de la Resistencia
Archivos de la Resistencia es un proyecto de archivo documental que reúne unos 50 mil documentos de la época del terrorismo de Estado (Guerra sucia) en México. Este proyecto es gestionado por Artículo 19 México y la UNAM, a través del Centro de Documentación del Centro Cultural Universitario Tlatelolco (CCUT).
También poseen una plataforma virtual, con más de 5 mil documentos históricos digitalizados y disponibles para consulta. Los documentos que preservan y comparten van de 1960 a 1992.

## Contenido
El archivo contienen un acervo documental de más de 50 mil documentos históricos de la época de terrorismo de Estado en México, también conocido como Guerra sucia. Estos documentos fueron compilados por víctimas, familiares de personas que fueron víctimas de violencias graves a sus derechos humanos, así como por exmilitares.
El archivo tiende fondos de la Liga Comunistas 23 de Septiembre (LC23S), la Asociación Cívica Nacional Revolucionaria, el Partido de los Pobres, las Fuerzas Armadas Revolucionarias (FAR), etc. Está compuesto por cartas, fotografías, documentos probatorios personales, credenciales, fichas de búsqueda, fazines, entre otros más. Este cúmulo de contenidos se convierten en "el recuerdo muchas veces de sus muertos y desaparecidos por la represión; una denuncia pública sobre el actuar del Estado."

## Historia del archivo
Hay antecedentes de la creación de un archivo con estas características desde la década de 1970, cuando exmilitares de la Liga Comunista 23 de Septiembre, Manuel Anzaldo entre ellos, y otras agrupaciones disidentes, mientras estaban privadas de su libertad en Santa Martha Acatitla, tuvieron la idea de realizar un libro en la que contaran su experiencia como presos políticos. En ese momento habían sido comisionados a trabajar en la imprenta de la prisión. En ese momento realizaron poemas, cuentos, los cuales no pudieron imprimir, y guardaron para sí mismos. Esta situación los hizo preguntarse: "¿quién guardaba la memoria de la resistencia en México?".
Fuera de prisión, los exguerrileros siguieron recopilando sus memorias a través de papeles, documentos que les donaban exmilitares, familiares de víctimas de desaparición forzada, etc. Estos documentos eran clandestinos, y los ocultaban por el miedo a que fueran borrados de la historia y ocultados por la autoridad estatal. Por otro lado, estos documentos tenían otros riesgos de carácter físico: la humedad, las mudanzas, los insectos, la falta de conservación preventiva, etc.
En 1989, Manuel Anzaldo y otros exguerrilleros pudieron materializar su libro de poemas y cuentos, titulado Sobrevivimos al hielo. Literatura de presos políticos. Asimismo fundaron el Centro de Investigaciones Históricas de los Movimientos Armados (CIHMA), en la Ciudad de México, que era un centro de documentación, imprenta y refugio para los exintegrantes de la LC23S. Esta casa tuvo una función muy distinta en el pasado, pues fue centro de operaciones de la entonces Dirección Federal de Seguridad (DFS), una policía secreta creada para reprimir a guerrilleros y combatientes. En esta antigua casa de represión, ahora se conservaba la memoria de la resistencia, a través de la conservación y recopilación de documentos, los cuales organizaban en cajas. Sin embargo, en 1998 fueron desalojados, lo que hizo que el archivo tuviera que ser resguardado en Tijuana.
En diciembre de 2021, Archivos de la resistencia tuvo su primer lanzamiento en Guadalajara, como plataforma en línea, con 35 mi documentos digitalizados y compartidos.
En 2020 el archivo fue cedido a la organización Artículo 19, quien a través del Centro de Investigaciones y Estudios Superiores de Antropología Social (CIESAS), lo pudieron ordenar, limpiar, organizar, clasificar y digitalizar. Este trabajo se hizo en convenio con el Observatorio Etnográfico de Violencias, más adelante Laboratorio de Antropología de las Justicias y las Violencias, del CIESAS Ciudad de México.

## Importancia
El archivo tiene una importancia histórica y social fundamental en México, pues dan cuenta de la complejidad del periodo, y pueden servir para conocer y "comprender el papel del Estado en las violencias" que vivió la sociedad en resistencia. 